# Pedro Rodríguez
Pedro Rodríguez de la Vega (* 18. Januar 1940 in Mexiko-Stadt; † 11. Juli 1971 in Nürnberg, Deutschland) war ein mexikanischer Autorennfahrer.

## Karriere

### Monoposto
Rodríguez war der Sohn wohlhabender Eltern in Mexiko und gewann bereits im Alter von zwölf Jahren sein erstes Motorradrennen. Zusammen mit seinem zwei Jahre jüngeren Bruder Ricardo siegte er in den frühen 1960er Jahren in so bedeutenden Langstreckenrennen wie den 24 Stunden von Daytona Beach. Ricardo verunglückte am 1. November 1962 im Training zum Großen Preis von Mexiko mit einem Lotus tödlich.

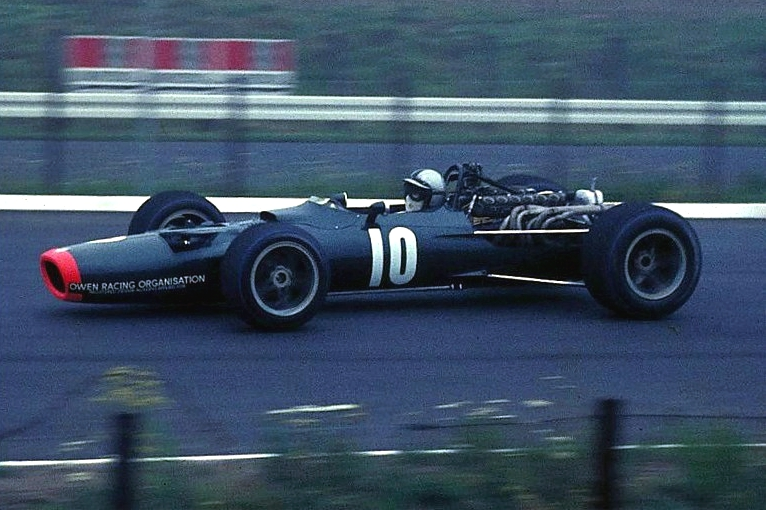
Pedro Rodríguez im BRM P133 beim Training zum Großen Preis von Deutschland 1968

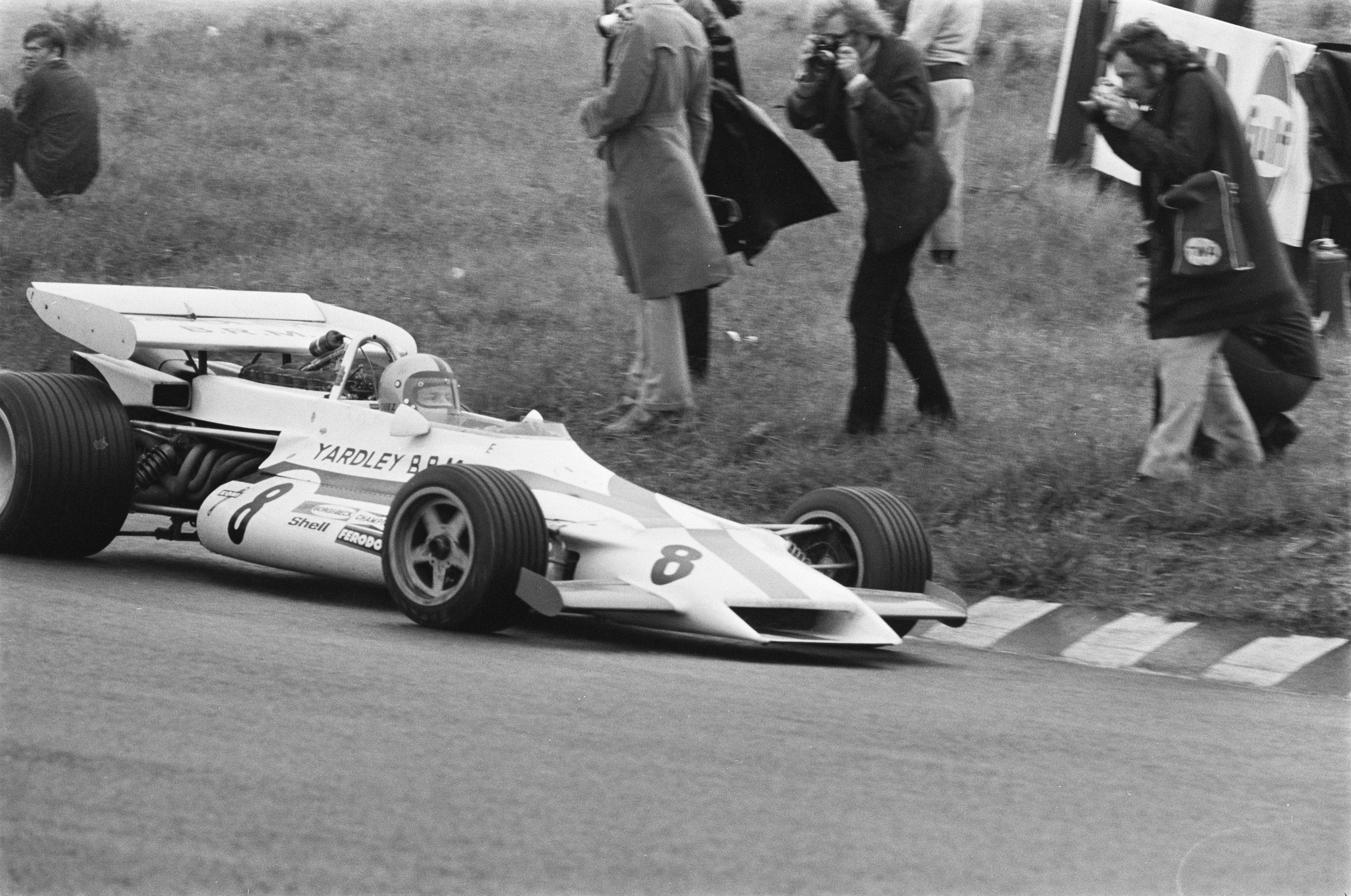
Pedro Rodríguez im BRM P153 beim Großen Preis der Niederlande 1970

Pedro Rodríguez entschied sich nach einer nur kurzen Bedenkzeit, 1963 wieder am Motorsport teilzunehmen, um den Namen seines Bruders nie in Vergessenheit geraten zu lassen. Er gewann wiederholt die 24h von Daytona und nahm auch an Formel-1-Rennen teil. Am 1. Januar 1967 gewann er als Teamkollege von Jochen Rindt in Kyalami auf dem klobigen Cooper-Maserati seinen ersten Grand Prix.
Er war 1968 Mitglied des B.R.M.-Teams, fuhr 1969 erfolglos für Ferrari und kehrte 1970 zu B.R.M. zurück. Sein Sieg beim Grand Prix von Spa-Francorchamps war der letzte GP-Sieg der GP-Geschichte auf einer Hochgeschwindigkeitsstrecke ohne Auslaufzonen und Schikanen. Rodríguez, der angesichts einer drohenden Absage wegen Regens erklärte, den Grand Prix von Spa auch ohne Wertung alleine fahren zu wollen, war mutig und galt als rücksichtsloser Pilot. Seinen letzten Formel-1-Sieg feierte er am 9. April 1971 auf B.R.M. im Oulton Park.

### Sportwagen

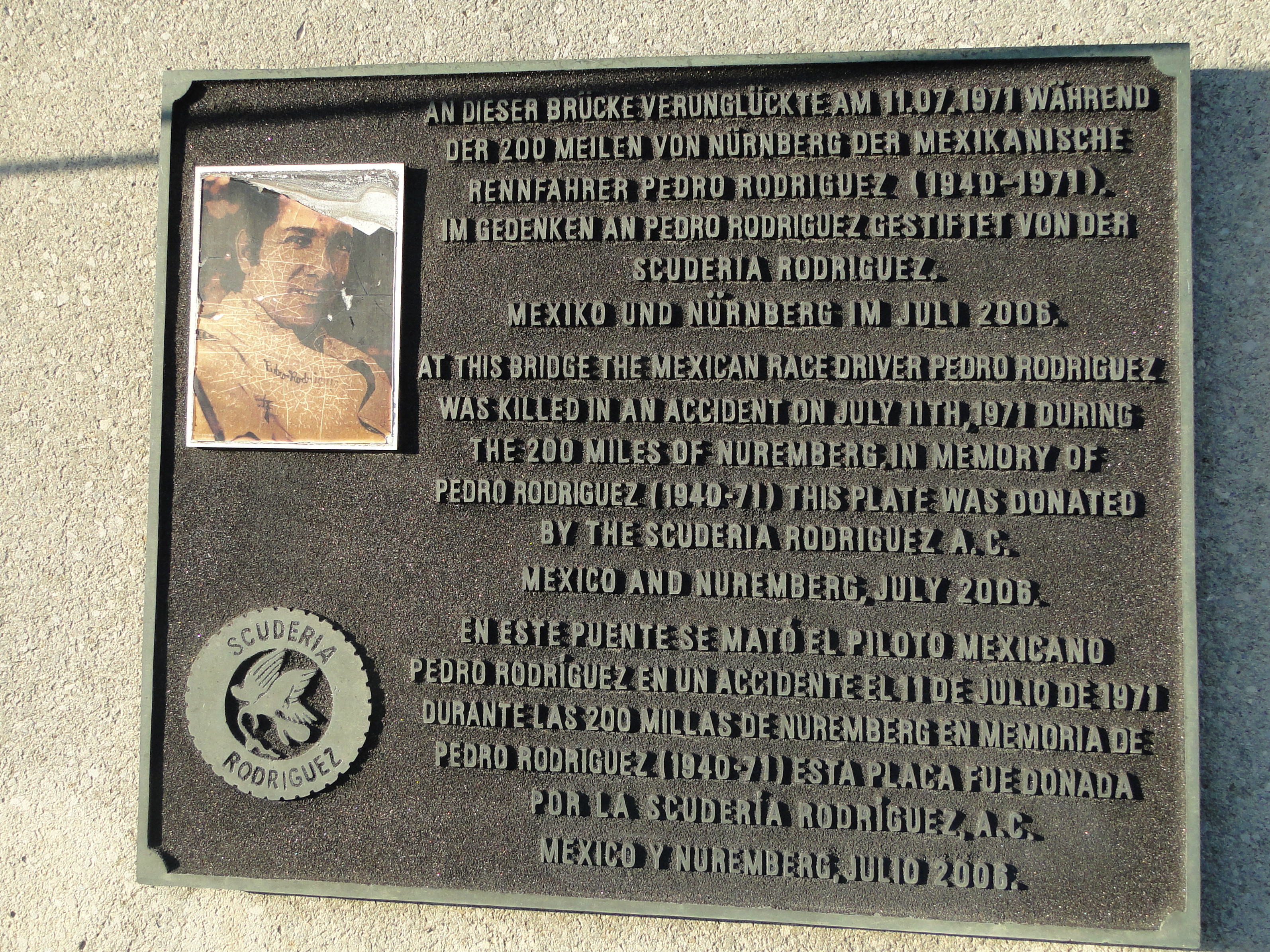
Gedenktafel für Pedro Rodríguez an der Brückenbrüstung der Beuthener Straße über die Hans-Kalb-Straße, Nürnberg
(seit 2021 Pedro-Rodríguez-Brücke)

Er gewann 15 Sportwagenrennen, darunter die 24 Stunden von Le Mans 1968 auf Ford GT40 an der Seite Lucien Bianchis, zweimal das 24-Stunden-Rennen von Daytona auf einem Porsche 917K in John Wyers Rennteam mit der berühmten Gulf-Lackierung, 1970 an der Seite von Leo Kinnunen und Brian Redman und 1971 zusammen mit Jackie Oliver. Und eine Woche vor seinem Tod die 1000 km von Zeltweg auf Porsche 917, von denen er 960 km am Steuer saß und einen Zwei-Runden-Rückstand auf Clay Regazzonis Ferrari aufholte. 1970 gewann er, ebenfalls auf dem Porsche 917, die Sportwagen-Weltmeisterschaft.
Rodríguez, der 1970 und 1971 einer der besten Sportwagenfahrer der Welt war, starb am 11. Juli 1971 auf dem Norisring in der zwölften Runde des Rennens zur Europäischen Interserie bei einem Unfall in dem vom Schweizer Rennfahrer Herbert Müller geliehenen Ferrari 512M. Fünfzig Jahre nach seinem Tod wurde die Brücke in Nürnberg, an der er verunglückt war, nach ihm benannt.

## Statistik

### Statistik in der Automobil-Weltmeisterschaft
Diese Statistik umfasst alle Teilnahmen des Fahrers an der Automobil-Weltmeisterschaft, die heutzutage als Formel-1-Weltmeisterschaft bezeichnet wird.

#### Grand-Prix-Siege
| - 1967 Großer Preis von Südafrika (Kyalami) | - 1970 Großer Preis von Belgien (Spa-Francorchamps) |

#### Gesamtübersicht
| Saison | Team                       | Chassis          | Motor                | Rennen | Siege | Zweiter | Dritter | Poles | schn. Rennrunden | Punkte | WM-Pos. |
| ------ | -------------------------- | ---------------- | -------------------- | ------ | ----- | ------- | ------- | ----- | ---------------- | ------ | ------- |
| 1963   | Team Lotus                 | Lotus 25         | Climax 1.5 V8        | 2      | −     | −       | −       | −     | −                | −      | −       |
| 1964   | North American Racing Team | Ferrari 156 Aero | Ferrari 1.5 V6       | 1      | −     | −       | −       | −     | −                | 1      | 22.     |
| 1965   | North American Racing Team | Ferrari 1512     | Ferrari 1.5 V12      | 2      | −     | −       | −       | −     | −                | 2      | 14.     |
| 1966   | Team Lotus                 | Lotus 33         | Climax 2.0 V8        | 1      | −     | −       | −       | −     | −                | −      | −       |
| 1966   | Team Lotus                 | Lotus 33         | BRM 2.0 V8           | 2      | −     | −       | −       | −     | −                | −      | −       |
| 1966   | Team Lotus                 | Lotus 44         | Ford-Cosworth 1.0 L4 | 1      | −     | −       | −       | −     | −                | −      | −       |
| 1967   | Cooper Car Company         | Cooper T81       | Maserati 3.0 V12     | 8      | 1     | −       | −       | −     | −                | 15     | 6.      |
| 1968   | Owen Racing Organisation   | BRM P126         | BRM 3.0 V12          | 1      | −     | −       | −       | −     | −                | 18     | 6.      |
| 1968   | Owen Racing Organisation   | BRM P133         | BRM 3.0 V12          | 10     | −     | 1       | 2       | −     | 1                | 18     | 6.      |
| 1968   | Owen Racing Organisation   | BRM P138         | BRM 3.0 V12          | 1      | −     | −       | −       | −     | −                | 18     | 6.      |
| 1969   | Reg Parnell Racing         | BRM P126         | BRM 3.0 V12          | 3      | −     | −       | −       | −     | −                | 3      | 14.     |
| 1969   | Scuderia Ferrari           | Ferrari 312      | Ferrari 3.0 V12      | 2      | −     | −       | −       | −     | −                | 3      | 14.     |
| 1969   | North American Racing Team | Ferrari 312      | Ferrari 3.0 V12      | 3      | −     | −       | −       | −     | −                | 3      | 14.     |
| 1970   | Yardley Team B.R.M.        | BRM P153         | BRM 3.0 V12          | 13     | 1     | 1       | −       | −     | −                | 23     | 7.      |
| 1971   | Yardley Team B.R.M.        | BRM P160         | BRM 3.0 V12          | 5      | −     | 1       | −       | −     | −                | 9      | 10.     |
| Gesamt | Gesamt                     | Gesamt           | Gesamt               | 55     | 2     | 3       | 2       | −     | 1                | 71     |         |

#### Einzelergebnisse
| Saison | 1   | 2   | 3   | 4   | 5   | 6   | 7   | 8   | 9   | 10  | 11 | 12 | 13 |
| ------ | --- | --- | --- | --- | --- | --- | --- | --- | --- | --- | -- | -- | -- |
| 1963   |     |     |     |     |     |     |     |     |     |     |    |    |    |
|        |     |     |     |     |     |     | DNF | DNF |     |     |    |    |    |
| 1964   |     |     |     |     |     |     |     |     |     |     |    |    |    |
|        |     |     |     |     |     |     |     |     | 6   |     |    |    |    |
| 1965   |     |     |     |     |     |     |     |     |     |     |    |    |    |
|        |     |     |     |     |     |     |     | 5   |     |     |    |    |    |
| 1966   |     |     |     |     |     |     |     |     |     |     |    |    |    |
|        |     | DNF |     |     | DNF |     | DNF | DNF |     |     |    |    |    |
| 1967   |     |     |     |     |     |     |     |     |     |     |    |    |    |
| 1      | 5   | DNF | 9   | 6   | 5   | 11  |     |     |     | 6   |    |    |    |
| 1968   |     |     |     |     |     |     |     |     |     |     |    |    |    |
| DNF    | DNF | DNF | 2   | 3   | NC  | DNF | 6   | DNF | 3   | DNF | 4  |    |    |
| 1969   |     |     |     |     |     |     |     |     |     |     |    |    |    |
| DNF    | DNF | DNF | DNA |     | DNF |     | 6   | DNF | 5   | 7   |    |    |    |
| 1970   |     |     |     |     |     |     |     |     |     |     |    |    |    |
| 9      | DNF | 6   | 1   | 10  | DNF | DNF | DNF | 4   | DNF | 4   | 2  | 6  |    |
| 1971   |     |     |     |     |     |     |     |     |     |     |    |    |    |
| DNF    | 4   | 9   | 2   | DNF |     |     |     |     |     |     |    |    |    |

| Legende  | Legende            | Legende                                                          |
| Farbe    | Abkürzung          | Bedeutung                                                        |
| -------- | ------------------ | ---------------------------------------------------------------- |
| Gold     | –                  | Sieg                                                             |
| Silber   | –                  | 2. Platz                                                         |
| Bronze   | –                  | 3. Platz                                                         |
| Grün     | –                  | Platzierung in den Punkten                                       |
| Blau     | –                  | Klassifiziert außerhalb der Punkteränge                          |
| Violett  | DNF                | Rennen nicht beendet (did not finish)                            |
| Violett  | NC                 | nicht klassifiziert (not classified)                             |
| Rot      | DNQ                | nicht qualifiziert (did not qualify)                             |
| Rot      | DNPQ               | in Vorqualifikation gescheitert (did not pre-qualify)            |
| Schwarz  | DSQ                | disqualifiziert (disqualified)                                   |
| Weiß     | DNS                | nicht am Start (did not start)                                   |
| Weiß     | WD                 | zurückgezogen (withdrawn)                                        |
| Hellblau | PO                 | nur am Training teilgenommen (practiced only)                    |
| Hellblau | TD                 | Freitags-Testfahrer (test driver)                                |
| ohne     | DNP                | nicht am Training teilgenommen (did not practice)                |
| ohne     | INJ                | verletzt oder krank (injured)                                    |
| ohne     | EX                 | ausgeschlossen (excluded)                                        |
| ohne     | DNA                | nicht erschienen (did not arrive)                                |
| ohne     | C                  | Rennen abgesagt (cancelled)                                      |
| ohne     | keine WM-Teilnahme |                                                                  |
| sonstige | P/fett             | Pole-Position                                                    |
| sonstige | 1/2/3/4/5/6/7/8    | Punktplatzierung im Sprint-/Qualifikationsrennen                 |
| sonstige | SR/kursiv          | Schnellste Rennrunde                                             |
| sonstige | *                  | nicht im Ziel, aufgrund der zurückgelegten Distanz aber gewertet |
| sonstige | ()                 | Streichresultate                                                 |
| sonstige | unterstrichen      | Führender in der Gesamtwertung                                   |

### Le-Mans-Ergebnisse
| Jahr | Team                             | Fahrzeug           | Teamkollege         | Platzierung            | Ausfallgrund       |
| ---- | -------------------------------- | ------------------ | ------------------- | ---------------------- | ------------------ |
| 1958 | North American Racing Team       | Ferrari 500TR58    | José Behra          | Ausfall                | Motorschaden       |
| 1959 | Automobili Osca                  | Osca Sport 750TN   | Ricardo Rodríguez   | Ausfall                | Wasserpumpe        |
| 1960 | Scuderia Ferrari SpA             | Ferrari 250TRI/60  | Ludovico Scarfiotti | Ausfall                | kein Benzin        |
| 1961 | North American Racing Team       | Ferrari 250TRI/61  | Ricardo Rodríguez   | Ausfall                | Motorschaden       |
| 1962 | SpA Ferrari SEFAC                | Ferrari Dino 246SP | Ricardo Rodríguez   | Ausfall                | Getriebeschaden    |
| 1963 | North American Racing Team       | Ferrari 330TRI LM  | Roger Penske        | Ausfall                | Unfall             |
| 1964 | North American Racing Team       | Ferrari 330P       | Skip Hudson         | Ausfall                | Zylinder überhitzt |
| 1965 | North American Racing Team       | Ferrari 365P2      | Nino Vaccarella     | Rang 7 und Klassensieg |                    |
| 1966 | North American Racing Team       | Ferrari 330P3      | Richie Ginther      | Ausfall                | Getriebeschaden    |
| 1967 | North American Racing Team       | Ferrari 330P3      | Giancarlo Baghetti  | Ausfall                | Kolbenschaden      |
| 1968 | John Wyer Automotive Engineering | Ford GT40          | Lucien Bianchi      | Gesamtsieg             |                    |
| 1969 | SpA Ferrari SEFAC                | Ferrari 312P       | David Piper         | Ausfall                | Getriebeschaden    |
| 1970 | John Wyer Automotive Engineering | Porsche 917K       | Leo Kinnunen        | Ausfall                | Motorschaden       |
| 1971 | John Wyer Automotive Engineering | Porsche 917L       | Jackie Oliver       | Ausfall                | Ölpumpe            |

### Sebring-Ergebnisse
| Jahr | Team                              | Fahrzeug           | Teamkollege       | Teamkollege  | Platzierung            | Ausfallgrund     |
| ---- | --------------------------------- | ------------------ | ----------------- | ------------ | ---------------------- | ---------------- |
| 1959 | Mexican National Auto Club        | Ferrari 250TR58    | Paul O’Shea       |              | Ausfall                | Motorschaden     |
| 1960 | North American Racing Team        | Ferrari Dino 196S  | Ricardo Rodríguez |              | Ausfall                | Kupplungsschaden |
| 1961 | NART                              | Ferrari 250TR60    | Ricardo Rodríguez |              | Rang 3                 |                  |
| 1962 | North American Racing Team        | Ferrari Dino 246SP | Ricardo Rodríguez |              | Ausfall                | Motorschaden     |
| 1963 | NART                              | Ferrari 330 TRI/LM | Graham Hill       |              | Rang 3 und Klassensieg |                  |
| 1964 | NART                              | Ferrari 250 GTO/64 | David Piper       | Mike Gammino | Rang 7 und Klassensieg |                  |
| 1965 | Mecom Racing Team                 | Ferrari 330P       | Graham Hill       |              | Ausfall                | Kupplungsschaden |
| 1966 | North American Racing Team        | Ferrari 365P2      | Mario Andretti    |              | Ausfall                | Unfall           |
| 1967 | Scuderia Ambroeus                 | Ferrari Dino 206S  | Jean Guichet      |              | Ausfall                | Motor überhitzt  |
| 1968 | Sunray DX Oil Company             | Chevrolet Corvette | Donald Yenko      |              | Ausfall                | Motorschaden     |
| 1969 | N.A.R.T.                          | Ferrari 250P       | Chuck Parsons     |              | Rang 37                |                  |
| 1970 | J. W. Automotive Engineering Ltd. | Porsche 917K       | Leo Kinnunen      | Jo Siffert   | Rang 4                 |                  |
| 1971 | J. W. Automotive Engineering Ltd. | Porsche 917K       | Jackie Oliver     |              | Rang 4                 |                  |

### Einzelergebnisse in der Sportwagen-Weltmeisterschaft
| Saison | Team                                                        | Rennwagen                                                                                          | 1   | 2   | 3   | 4   | 5   | 6   | 7   | 8   | 9   | 10  | 11  | 12  | 13  | 14  | 15  | 16  | 17  | 18  | 19  | 20  | 21  | 22  |
| ------ | ----------------------------------------------------------- | -------------------------------------------------------------------------------------------------- | --- | --- | --- | --- | --- | --- | --- | --- | --- | --- | --- | --- | --- | --- | --- | --- | --- | --- | --- | --- | --- | --- |
| 1958   | NART                                                        | Ferrari 500 TR                                                                                     | BUA | SEB | TAR | NÜR | LEM | RTT |     |     |     |     |     |     |     |     |     |     |     |     |     |     |     |     |
| 1958   | NART                                                        | Ferrari 500 TR                                                                                     |     | DNF |     |     |     |     |     |     |     |     |     |     |     |     |     |     |     |     |     |     |     |     |
| 1959   | Mexican National Auto Club Porsche Osca                     | Ferrari 250TR Porsche 356 Osca Sport 750TN                                                         | SEB | TAR | NÜR | LEM | RTT |     |     |     |     |     |     |     |     |     |     |     |     |     |     |     |     |     |
| 1959   | Mexican National Auto Club Porsche Osca                     | Ferrari 250TR Porsche 356 Osca Sport 750TN                                                         | DNF |     | 13  | DNF |     |     |     |     |     |     |     |     |     |     |     |     |     |     |     |     |     |     |
| 1960   | NART P. u. R. Rodriguez Scuderia Ferrari                    | Ferrari Dino 196S Ferrari 250TR                                                                    | BUA | SEB | TAR | NÜR | LEM |     |     |     |     |     |     |     |     |     |     |     |     |     |     |     |     |     |
| 1960   | NART P. u. R. Rodriguez Scuderia Ferrari                    | Ferrari Dino 196S Ferrari 250TR                                                                    |     | DNF | 7   | DNF | DNF |     |     |     |     |     |     |     |     |     |     |     |     |     |     |     |     |     |
| 1961   | NART                                                        | Ferrari 250TR Ferrari 250TRI                                                                       | SEB | TAR | NÜR | LEM | PES |     |     |     |     |     |     |     |     |     |     |     |     |     |     |     |     |     |
| 1961   | NART                                                        | Ferrari 250TR Ferrari 250TRI                                                                       | 3   |     | 2   | DNF |     |     |     |     |     |     |     |     |     |     |     |     |     |     |     |     |     |     |
| 1962   | Rosebud Racing BMC NART Scuderia Ferrari                    | Lotus 19 Austin-Healey Sprite Ferrari Dino 246SP Ferrari Dino 268SP Ferrari 330TRI Ferrari 250 GTO | DAY | SEB | SEB | MAI | TAR | BER | NÜR | LEM | TAV | CCA | RTT | NÜR | BRI | BRI | PAR |     |     |     |     |     |     |     |
| 1962   | Rosebud Racing BMC NART Scuderia Ferrari                    | Lotus 19 Austin-Healey Sprite Ferrari Dino 246SP Ferrari Dino 268SP Ferrari 330TRI Ferrari 250 GTO | DNF | 6   | DNF |     |     |     | DNF | DNF |     |     |     |     |     | 1   | 1   |     |     |     |     |     |     |     |
| 1963   | NART Donald Healey                                          | Ferrari 250 GTO Austin-Healey Sprite Ferrari 330TRI                                                | DAY | SEB | SEB | TAR | SPA | MAI | NÜR | CON | ROS | LEM | MON | WIS | TAV | FRE | CCE | RTT | OVI | NÜR | MON | MON | TDF | BRI |
| 1963   | NART Donald Healey                                          | Ferrari 250 GTO Austin-Healey Sprite Ferrari 330TRI                                                | 1   | DNF | 3   |     |     |     |     |     |     | DNF |     |     |     |     |     |     |     |     |     |     |     |     |
| 1964   | North American Racing Team                                  | Ferrari 250 GTO Ferrari 330P Ferrari 275P                                                          | DAY | SEB | TAR | MON | SPA | CON | NÜR | ROS | LEM | REI | FRE | CCE | RTT | SIM | NÜR | MON | TDF | BRI | BRI | PAR |     |     |
| 1964   | North American Racing Team                                  | Ferrari 250 GTO Ferrari 330P Ferrari 275P                                                          | 1   | 7   |     |     |     |     |     |     | DNF | 11  |     |     |     |     |     |     |     |     | 2   | 2   |     |     |
| 1965   | NART Mecom Racing Team                                      | Ferrari 275P Ferrari 330P Ferrari 365P2                                                            | DAY | SEB | BOL | MON | MON | RTT | TAR | SPA | NÜR | MUG | ROS | LEM | REI | BOZ | FRE | CCE | OVI | NÜR | BRI | BRI |     |     |
| 1965   | NART Mecom Racing Team                                      | Ferrari 275P Ferrari 330P Ferrari 365P2                                                            | DNF | DNF |     |     |     |     |     |     |     |     |     | 7   | 1   |     |     |     |     |     |     | 2   |     |     |
| 1966   | NART Scuderia Ferrari                                       | Ferrari 365P2 Ferrari Dino 206S Ferrari 330P3                                                      | DAY | SEB | MON | TAR | SPA | NÜR | LEM | MUG | CCE | HOK | SIM | NÜR | ZEL |     |     |     |     |     |     |     |     |     |
| 1966   | NART Scuderia Ferrari                                       | Ferrari 365P2 Ferrari Dino 206S Ferrari 330P3                                                      | 4   | DNF |     |     |     | 3   | DNF |     |     |     |     |     |     |     |     |     |     |     |     |     |     |     |
| 1967   | NART Scuderia Ambroeus J. W. Automotive Engineering         | Ferrari 412P Ferrari Dino 206S Ferrari 330P3 Mirage M1                                             | DAY | SEB | MON | SPA | TAR | NÜR | LEM | HOK | MUG | BRH | CCE | ZEL | OVI | NÜR |     |     |     |     |     |     |     |     |
| 1967   | NART Scuderia Ambroeus J. W. Automotive Engineering         | Ferrari 412P Ferrari Dino 206S Ferrari 330P3 Mirage M1                                             | 3   | DNF | DNF |     |     |     | DNF |     |     | DNF |     |     |     |     |     |     |     |     |     |     |     |     |
| 1968   | NART Sunray DX Oil Company David Piper John Wyer Automotive | Ferrari Dino 206S Chevrolet Corvette Ferrari 250LM Ford GT40                                       | DAY | SEB | BRH | MON | TAR | NÜR | SPA | WAT | ZEL | LEM |     |     |     |     |     |     |     |     |     |     |     |     |
| 1968   | NART Sunray DX Oil Company David Piper John Wyer Automotive | Ferrari Dino 206S Chevrolet Corvette Ferrari 250LM Ford GT40                                       | DNF | DNF | 5   |     |     |     |     |     |     | 1   |     |     |     |     |     |     |     |     |     |     |     |     |
| 1969   | North American Racing Team Scuderia Ferrari Matra           | Ferrari 250P Ferrari 312P Matra MS650                                                              | DAY | SEB | BRH | MON | TAR | SPA | NÜR | LEM | WAT | ZEL |     |     |     |     |     |     |     |     |     |     |     |     |
| 1969   | North American Racing Team Scuderia Ferrari Matra           | Ferrari 250P Ferrari 312P Matra MS650                                                              |     | 37  | 4   | DNF |     | 2   | DNF | DNF | 4   | DNF |     |     |     |     |     |     |     |     |     |     |     |     |
| 1970   | J. W. Engineering                                           | Porsche 917 Porsche 908                                                                            | DAY | SEB | BRH | MON | TAR | SPA | NÜR | LEM | WAT | ZEL |     |     |     |     |     |     |     |     |     |     |     |     |
| 1970   | J. W. Engineering                                           | Porsche 917 Porsche 908                                                                            | 1   | 4   | 1   | 1   | 2   | DNF | DNF | DNF | 1   | DNF |     |     |     |     |     |     |     |     |     |     |     |     |
| 1971   | J. W. Automotive                                            | Porsche 917 Porsche 908                                                                            | BUA | DAY | SEB | BRH | MON | SPA | TAR | NÜR | LEM | ZEL | WAT |     |     |     |     |     |     |     |     |     |     |     |
| 1971   | J. W. Automotive                                            | Porsche 917 Porsche 908                                                                            | 2   | 1   | 4   | DNF | 1   | 1   | DNF | 2   | DNF | 1   |     |     |     |     |     |     |     |     |     |     |     |     |